# UTC+2

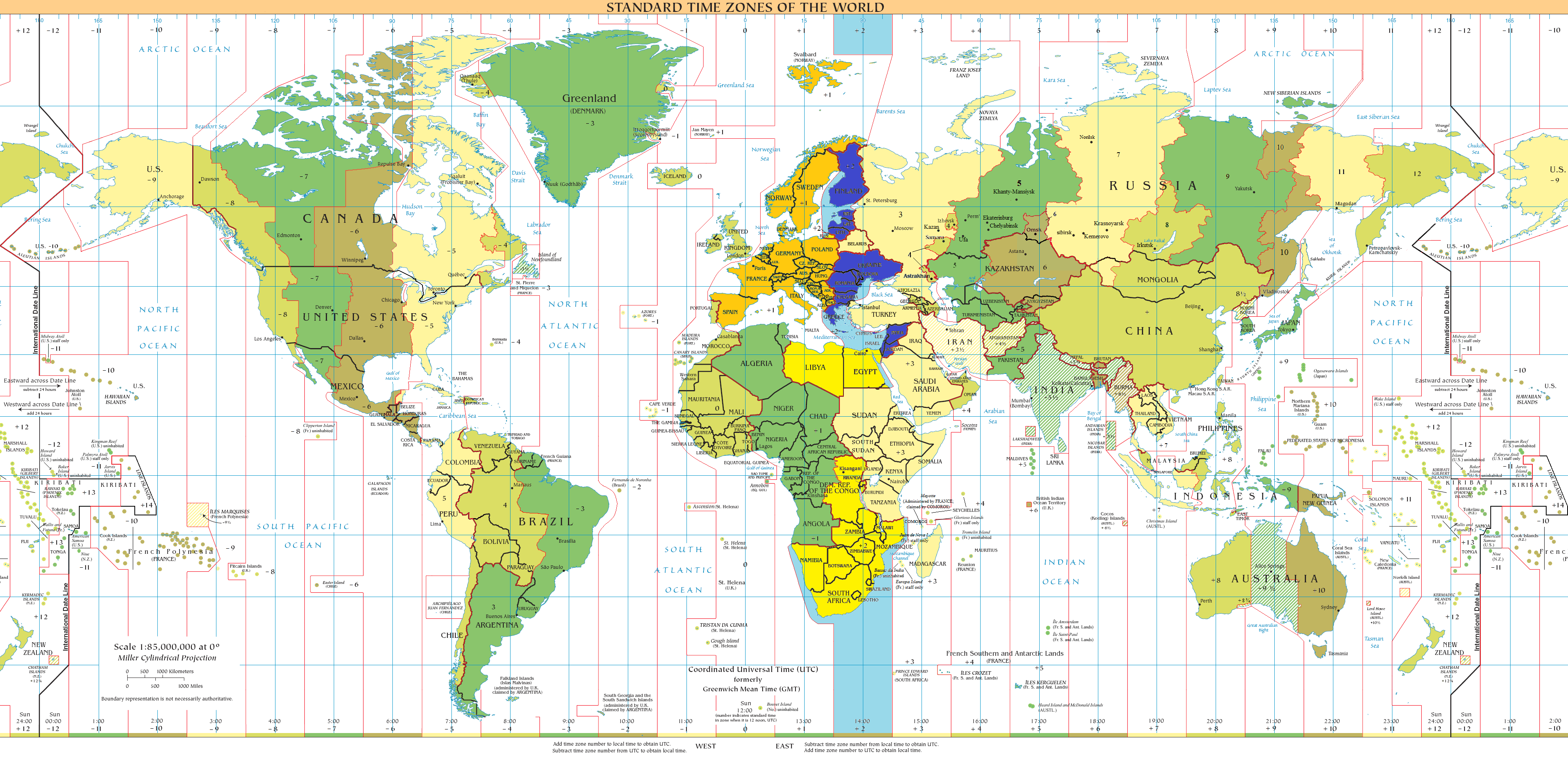
wintertijd noordelijk halfrond/zomertijd zuidelijk halfrond
zomertijd noordelijk halfrond
aan land, gehele jaar
op zee, gehele jaar

UTC+2 is de tijdzone voor:
- Centraal-Afrikaanse Tijd
- Israëlische Standaardtijd
- Kaliningradtijd
- Midden-Europese Zomertijd
- Oost-Europese Tijd
- West-Afrikaanse Zomertijd
- Zuid-Afrikaanse Standaardtijd

## Landen metzomertijd
Landen en gebieden met zomertijd zijn, op het noordelijk (*) respectievelijk het zuidelijk (**) halfrond:
- Bulgarije*
- Cyprus* (met uitzondering van Noord-Cyprus)
- Estland*
- Finland*
- Griekenland*
- Israël*
- Letland*
- Libanon*
- Litouwen*
- Moldavië*
- Oekraïne*
- Palestina*
- Roemenië*

## Landen zonder zomertijd
Landen en gebieden zonder zomertijd zijn, op het noordelijk (*) respectievelijk het zuidelijk (**) halfrond:
- Botswana**
- Burundi**
- Congo-Kinshasa*/**
  - oostelijk deel
- Egypte*
- Lesotho**
- Libië*
- Malawi**
- Mozambique**
- Namibië**
- Rusland
  - Oblast Kaliningrad
- Rwanda**
- Soedan*
- Swaziland**
- Zambia**
- Zimbabwe**
- Zuid-Afrika**